# Гомес, Родриго
Родриго Мануэль Гомес (исп. Rodrigo Manuel Gómez; родился 2 января 1993 года, Санта-Фе, Аргентина) — аргентинский футболист, полузащитник клуба «Индепендьенте Петролеро».

## Клубная карьера
Гомес начал карьеру в клубе «Архентинос Хуниорс». В 2012 году он был включен в заявку команды на сезон. 5 мая 2013 года в матче против «Лануса» он дебютировал в аргентинской Примере. 3 июня в поединке против «Ривер Плейта» Родриго забил свой первый гол за «Архентинос Хуниорс». Летом 2014 года Гомес перешёл в «Индепендьенте». Сумма трансфера составила 7,5 млн евро. 17 августа в матче против «Эстудиантеса» он дебютировал за новую команду. В начале 2015 года для получения игровой практики Родриго на правах аренды перешёл в «Кильмес». 15 февраля в матче против «Лануса» он дебютировал за новый клуб. 1 марта в поединке против своего бывшего клуба «Индепендьенте» Гомес забил гол.
В начале 2016 года Родриго вернулся в «Индепендьенте». 15 мая в матче против «Арсенала» из Саранди он забил свой первый гол за клуб.
Летом того же года Гомес перешёл в мексиканскую «Толуку». Сумма трансфера составила 11,9 млн евро. 1 августа в матче против «Чьяпас» он дебютировал в мексиканской Примере. В начале 2018 года Родриго был отдан в аренду в «Унион Санта-Фе». 29 января в матче против «Расинга» он дебютировал за новую команду.